# Gilbert d'Aissailly
Gilbert d'Assailly (Francia, ... – 1183) fu Gran Maestro dell'Ordine degli Ospitalieri dal 1163 al 1170, quando diede le proprie dimissioni o venne deposto.

## Biografia
Durante il periodo della sua reggenza a capo degli Ospitalieri, essi ottennero le terre circostanti ed il castello di Belvoir, in terra d'Israele oltre a Kawkab al-Hawa, e Bet She'an, espandendo la propria influenza e le proprie fortificazioni. Gilbert propose inoltre una costituzione per regolare l'ordine.
Egli è soprattutto ricordato per la sua propensione ad invadere l'Egitto, proposta avanzata anche da Amalrico I di Gerusalemme. La spedizione, programmata per il 1168, si rivelò però un fallimento disastroso e la posizione di Gilbert divenne instabile al punto che nel 1170 venne costretto a dimettersi o venne addirittura deposto.